# Witold-K
Witold Leszek Kaczanowski, plus connu sous son nom d'artiste Witold-K, est un peintre et sculpteur polonais et américain, né le 15 mai 1932 à Varsovie et mort le 12 mars 2025.

## Biographie
Fils du médecin psychiatre, résistant et peintre amateur Feliks Kaczanowski (pl) (1904 - 1976), Witold Kaczanowski a fait des études à l'Académie des beaux-arts de Varsovie de 1951 à 1955, notamment dans les ateliers de Eugeniusz Arct (pl), Henryk Tomaszewski et Wojciech Fangor.
De 1954 à 1965, il se voit confier les pavillons polonais aux foires et expositions internationales de Poznań, Ankara, Budapest, Leipzig, Moscou et Bruxelles. Il illustre des articles dans le magazine Świat publiés par les éditions Wydawnictwo Literackie, ainsi que des nouvelles de Stanisław Dygat. Il est l'auteur de nombreuses affiches sur des thèmes très différents (musique, tourisme, etc.)
Il réalise également des fresques, comme le plafond du théâtre de la Maison de la culture d'Oświęcim en 1961.
En 1964, il obtient une bourse pour Paris, où il reste, contribuant à faire passer des écrits clandestins ou interdits entre l'Ouest et le bloc de l'Est. Il reçoit une médaille du Congrès pour la liberté de la culture.
En 1968, il traverse l'Atlantique pour habiter aux États-Unis, tout en faisant des séjours réguliers en France, et, à partir de 1990, en Pologne.
Après s'être installé à Denver (Colorado), il devient chroniqueur pour le journal en langue polonaise Życie Kolorado.
Il meurt le 12 mars 2025.

## Principales expositions
Wiltod-K a participé à de nombreuses expositions individuelles et collectives (près de 50) aux États-Unis, en France et en Pologne.
Principales expositions individuelles
- 1960 : Klub Aktora, SPATIF, Varsovie
- 1961 : Galeria Sztuki MDM, Varsovie
- 1967 : Galerie 3+2, Paris
- 1968 : Galerie La Pochade, Paris
- 1971 : Otis Art Institute, Los Angeles
- 2007 : Sotheby Gallery, Amsterdam
- 2013 : Witold-K - Présentation de la donation de la famille de l'artiste, Musée national, Cracovie

Principales expositions collectives
- 1956 : Exposition des jeunes artistes plasticiens, Varsovie
- 1967 : Graphics by Mastert, galerie La Boétie, New York
- 1991 : Jesteśmy: wystawa dzieł artystów polskich tworzących za granicą, Galeria Zachęta, Varsovie

## Distinctions et décorations
- Médaille du Congrès pour la liberté de la culture (en 1966)
- Médaille du Mérite culturel polonais Gloria Artis (en 2013)

## Publications
- (pl) Jesteśmy: wystawa dzieł artystów polskich tworzących za granicą, Galeria Zachęta, Varsovie, 1991
- Witold-K at Sotheby, Amsterdam, 2007
- (pl) Witold-K - Wystawa w Muzeum Narodowym w Krakowie, Cracovie, 2013